# Alan Pingarrón
Alberto Alan Pingarrón Reynoso (Ciudad de México) es un tenor mexicano reconocido por sus interpretaciones en los más importantes teatros y festivales de México. Ha sido nombrado como poseedor de una extraordinaria voz, la cual recuerda al timbre del legendario tenor italiano Luciano Pavarotti.

## Carrera
Desde temprana edad, demostró un gran interés por la música y comenzó sus estudios bajo la dirección del profesor Rodolfo González, formando parte del coro Belén en la Iglesia de la Inmaculada Concepción de la cual posteriormente fue director adjunto. Durante sus estudios de primaria, perteneció al coro donde recibió asesoría del profesor Pedro Heredia.
En 2001, continúa su preparación y musical vocal bajo la tutela de Leonardo Mortera. Dos años más tarde, ingresó a la Escuela Nacional de Música de la Universidad Nacional Autónoma de México (UNAM) para estudiar la licenciatura en canto con el maestro Rufino Montero. Fue galardonado con la Medalla Gabino Barreda al terminar su licenciatura en canto.
Ha realizado interpretaciones como solista en numerosos recitales y conciertos. Algunos de sus recitales escolares como solista tenor incluyeron la Misa de Credo de Mozart, la Misa solemne de Santa Cecilia de Gounod, la ópera El matrimonio secreto de Cimarosa, el Festival “Angel Esquivel”, el Concurso Francisco Araiza, obteniendo el segundo lugar, el Primer y Segundo Encuentro Universitario de la Canción Mexicana con la Prof. Verónica Murúa y el Concierto homenaje al tenor Francisco Araiza.
Pingarrón es invidente de nacimiento, por lo que uno de los retos que enfrentó en su carrera fue la transcripción musical al sistema de lectura braille. Al no existir las herramientas necesarias para realizar transcripciones de esa naturaleza en México era necesario pedirlo al extranjero.
En 2010, Pingarrón sería uno de los concursantes del reality show "Opera Prima en Movimiento" y en 2016 participaría en Operalia, concurso internacional organizado por el tenor Plácido Domingo.
En 2019, participó en la inauguración del Centro Cultural Mexiquense Anáhuac junto a la Orquesta Sinfónica del Estado de México, dirigida por el maestro Rodrigo Macías, y el Coro Polifónico del Estado de México.
En 2021 y 2002, participó con la Royal Opera House en las producciones de las óperas La Flauta Mágica, Sansón y Dalila y Madame Butterfly.

## Vida personal
Desde los 4 años de edad, se acercó a la música, en un principio a algunos instrumentos como la flauta, el órgano, entre otros. Durante una charla, compartió que los boleros le gustaban mucho y que José José era el cantante que siempre escuchaba, aunque tiempo después se interesó más por la ópera y siguió ese camino.
Además de ser un destacado cantante, Pingarrón toca el piano a un nivel notable.